# Estació de Navas
Navas (antigament anomenada Navas de Tolosa) és una estació de la L1 del Metro de Barcelona situada sota l'Avinguda Meridiana al districte de Sant Andreu de Barcelona.
L'estació es va inaugurar el 1953 amb el nom de Navas de Tolosa com a part del Ferrocarril Metropolità Transversal. Posteriorment al 1982 amb la reorganització dels números de línies i canvis de nom d'estacions va adoptar el nom actual.
| Metro de Barcelona     |      |       |            |                        |
| Procedència/Destinació | <    | Línia | >          | Procedència/Destinació |
| Hospital de Bellvitge  | Clot |       | La Sagrera | Fondo                  |

## Accessos
- Avinguda Meridiana - Carrer Navas de Tolosa
- Avinguda Meridiana - Carrer Biscaia